# Magrão (football, 1974)
Pour les articles homonymes, voir Aranda et Magrão.
Giuliano Tadeo Aranda, plus communément appelé Magrão, est un footballeur brésilien né le 21 février 1974.